# Saint-Maurice-en-Trièves
Saint-Maurice-en-Trièves är en kommun i departementet Isère i regionen Auvergne-Rhône-Alpes i sydöstra Frankrike. Kommunen ligger i kantonen Clelles som tillhör arrondissementet Grenoble. År 2022 hade Saint-Maurice-en-Trièves 179 invånare.

## Befolkningsutveckling
Antalet invånare i kommunen Saint-Maurice-en-Trièves
Referens:INSEE